# Barry Sheerman
Barry John Sheerman (né le 17 août 1940) est un homme politique britannique travailliste qui est député pour Huddersfield de 1979 à 2024.

## Jeunesse
Sheerman est né le 17 août 1940 à Sunbury-on-Thames, Middlesex et étudie à la Hampton Grammar School (qui devient la Hampton School indépendante en 1975) sur Hanworth Road à Hampton, puis au Kingston Technical College.
Il est diplômé de la London School of Economics (BSc Economics 1965) et de l'Université de Londres (MSc 1967). Il est maître de conférences à l'Université du Pays de Galles, Swansea en 1966 et y reste jusqu'à son élection au parlement en 1979.

## Carrière parlementaire
Sheerman se présente sans succès à Taunton aux élections d'octobre 1974 et est élu député de Huddersfield East de 1979 à 1983 et de Huddersfield depuis les élections générales de 1983. Lors de la dernière élection générale de 2019, la majorité de Sheerman est ramenée à 4937 voix avec un basculement de 7,8% vers les conservateurs.
De 1983 à 1988, Sheerman est le porte-parole du parti travailliste sur l'éducation et l'emploi; pour les affaires intérieures (en tant que secrétaire adjoint à l'intérieur) de 1988 à 1992; et pour les droits des personnes handicapées de 1992 à 1994. Il est président de la commission de la Chambre des communes pour l'éducation et des compétences de 2001 à 2010.
Sous sa présidence, le Comité a souvent critiqué la politique gouvernementale. Pendant la présidence de Sheerman, le comité restreint produit des rapports sur des sujets tels que l'enseignement à domicile, l'éducation en dehors de la salle de classe et les jeunes qui ne sont ni en emploi ni en formation (NEET).
En juin 2009, Sheerman appelle à un scrutin secret du Parti travailliste parlementaire pour savoir si Gordon Brown devait continuer à exercer ses fonctions de Premier ministre. Cela fait suite à une critique généralisée de la performance de Brown et à la démission du membre du Cabinet James Purnell. Sheerman rassure ensuite le président de son parti local qu'il n'a pas directement appelé à la démission de Brown.
Il est fondateur et président de Policy Connect, une organisation multipartite à but non lucratif basée à Londres, où il organise régulièrement des séminaires et des enquêtes.
Il soutient Owen Smith dans l'élection à la direction du parti en 2016.
Sheerman vote pour le déclenchement de l'article 50 (le déclencheur de la sortie de l'UE). Kirklees, dont fait partie sa circonscription, a vu 55% de ses résidents voter lors du référendum de 2016 pour quitter l'UE.

## Vie privée
Barry Sheerman épouse Pamela Elizabeth Brenchley en 1965 dans le nord du Surrey, et ont un fils (né en 1978) et trois filles (nées en 1970, 1972 et 1981). Il vit dans un appartement à Almondbury, Huddersfield.
En 1993, Sheerman co-écrit, avec Isaac Kramnick, une biographie de l'intellectuel travailliste Harold Laski.